# Воронцовска палата (Алупка)
Воронцовска палата (укр. Воронцовський палац; рус. Воронцо́вский дворе́ц) или Палата Алупка је палата смештена у подножју Кримских планина у близини града Алупка на Криму. Воронцовска палата је једна од најстаријих и највећих палата на Криму, и једна је од најпопуларнијих туристичких атракција на јужној обали Крима.
Палата је саграђена између 1828. и 1848. године за руског принца Михаила Семјоновича Воронцова као његова лична летња резиденција по цени од 9 милиона сребрних рубаља. Дизајнирали су га у грубој интерпретацији енглеског ренесансног стила препорода енглески архитекта Едвард Блор и његов помоћник Вилијам Хант. Зграда је мешавина неколико архитектонских стилова. Међу тим стиловима су елементи шкотског баронијалног стила, Индо-Сараценске архитектуре, и неоготике. Блор је пројектовао многе зграде у Уједињеном Краљевству, а касније је тамо био посебно познат по довршењу Бакингамске палате у Лондону.
Једном довршену, палату су посетили многи припадници елитне владајуће класе Руског царства; велики број ових изузетно богатих племића био је толико одушевљен палатом и местом на обали мора да су изградили своја летња уточишта на Криму. Почетком 20. века, не само многи аристократи, већ и чланови царске породице, укључујући и самог цара, имали су палате у неком од архитектонских стилова у близини.
Важна карактеристика Воронцовске палате је парк, који садржи 40 ха зеленила и шума, а које је уредио немачки пејзажни баштован Каролус Кебах. Данас је Палата Воронцов део „Комплекса Палата-парк Алупка“, националног историјског резервата, укључујући Масандра палату у суседној Масандри.
Захваљујући свом статусу важне локалне туристичке атракције и архитектонског споменика, Палата Воронцов и околни комплекс парка често су приказивани у украјинским и совјетским филмским продукцијама као што су: Обично чудо (1964), Небесные ласточки (1976), Луди дан или Фигарова женидба (2004) и Сапфо (2008).
Руски песник Иван Буњин посетио је палату 1900. године и написао кратку песму под насловом „Дуга уличица која води до обале…" (рус. К прибрежью моря длинная аллея&nbsp;…)

## Историја
У периоду после наполеонових ратова, нови град Одеса настао је као јужна престоница Русије са живахним космополитским друштвом усредсређеним на шачицу руских аристократа и пољских племкиња попут Зофије Поточке и Каролине Ржевушке. Према Филипу Вигелу, намесников двор у Одеси изгледао је као „мала престоница империјалне господе“. Док су се многе неокласичне грађевине појавиле у Одеси, Крим се још увек се доживљавао као дивље, егзотично залеђе. Средином 1820-их појавила су се веома популарна дела која славе његову грубу лепоту, попут песме Александра Пушкина Фонтана Бакшисараја и Кримски сонети Адама Мицкјевича. Оба песника била су фасцинирана оријенталним романсама лорда Бајрона и представили су Крим као егзотичну земљу татарских муслиманских традиција које су цветале у Канату Крим до његовог преноса власништва 1783.
Михаил Воронцов је постављен за вицекраља Новорусије у мају 1823. Чак и пре доласка у Одесу, Воронцови су почели да купују земљишта на југозападу Крима, који је у то време био слабо насељен и мало познат. Алупку је купио 1824. године пуковник Теодосиос Ревелиотис, власник Ливадије и Ореанде. У то време Воронцови су имали поседе и у Гурзуфу, Масандри, Аи-Данилу и рту Мартиан.

### Оригинални дизајн и етос
Палата Воронцов је наручена као летња резиденција за генералног гувернера Новорусија, принца Михаила Семјоновича Воронцова (рођен 1782. - умро 1856). Принц је био посвећени англофил. Његов отац Семјон Воронцов био је амбасадор Катарине Велике у Енглеској, а принц се школовао у Лондону. Његова сестра Катерина удала се за енглеског аристократу и постала власница једне од највећих сеоских кућа у Енглеској, Вилтон Хаус. По приступању Павла I, 1796. године, Семјон Воронцов је пао у немилост и његова имања су конфискована и враћена су тек 1801. године, након приступања Александра I. Стога није изненађујуће што је он одлучио да са својом ћерком борави у Енглеској до своје смрти и да је Михаил Воронцов био чест гост те земље.
Воронцов је од локалних Татара куповао земљиште за место своје нове палате у Алупки од 1823; међутим, то је било део договора због кога је Воронцов морао да изгради нову џамију. Део локације је већ био засадио финим дрвећем, за принца Потемкина 1787. године, енглески пејзажни баштован Вилијам Гоулд као део Потемкинових „побољшања“ подручја због посете Катарине Велике после Потемкинове анексије без проливања крви Крима од стране Русије. По стицању власништва над локалитетом, Воронцов је одмах запослио немачког вртлара Карла Кебаха да даље побољша место и постави терен и баште за предложену нову палату.
1824. године архитекти Филипу Елсону је наложено да сагради малу кућу за породицу Воронцов у којој би могла да живи док је нова палата била у изградњи. Ова зграда данас је много измењена и позната је као Азијски павиљон, и даље постоји.
Првобитно, принц је желео строго класични дизајн, а планови за такав дизајн су одбачени и модификовани, на лицу места, од архитекте Франческа Бофоа из Одесе. Харисон и Бофо раније су заједно радили на пројекту службене резиденције Воронцова у Одеси. Харисонови планови за његову палату у Алупки приказују класичну вилу. На предњем делу баште, окренути ка мору, планови приказују велике класичне екседре двоструке висине; Воронцов је сигурно одобрио овај концепт, јер је он био једина карактеристика (иако трансформисана у исламски стил), која је из Харисонових планова уграђена у нове планове.
Изградња је започета 1828. године, међутим, обустављена је у јуну 1831. пре него што је зграда кренула из темеља. То је можда било зато што је главни архитекта Харисон умро претходне године, а Бофо који је радио сам није можда био опција - његове измене Харисонових планова за гувернерову резиденцију у Одеси биле су неповољно примљене.

### Промена плана
Воронцов је много путовао по Енглеској и несумњиво је видео новонастали, али ретроспективни, јакобетански стил архитектуре - хибридне стилове препорода засноване на енглеским зградама с краја 16. и почетка 17. века, на које је, пак, утицао енглески ренесансни стил који је са закашњењем еволуирао од италијанског ренесансног стила једног века раније. Воронцов је одлучио да провери дизајн како би уградио ове нове трендове западноевропске архитектуре.
Ова велика промена са класичног дизајна на далеко сложенији стил препорода, мало познат у Русији, значила је да је Воронцов морао да пронађе алтернативног архитекту за извођење новог дизајна. То је додатно закомпликовала Воронцова жеља да не само да има лабав јакобетански стил, већ и да укључи мотиве из исламске архитектуре, како би се истакао оријентални стил очигледан у Кановој палати, тврђави Еникале и другој локалној татарској архитектури. Резултирајући дизајн требао је нагласити положај Крима као место сусрета Истока и Запада. Био је то радикалан помак од неокласичног стила који је доминирао руском архитектуром тог периода.
Као резултат ширења Британског царства, сличан приступ је стекао популарност и у Британији. Англицизирано тумачење исламске архитектуре представљају Краљевски павиљон у Брајтону, завршен 1823. године, и Кућа Сезинкот, завршена неколико година раније. Обе ове зграде су се у великој мери ослањале на исламске мотиве, који су касније требали бити видљиви у Палати Воронцов, а били су и нови дизајни у време принчеве посете Енглеској.
Воронцов је одлучио да британски архитекта Едвард Блор редизајнира и доврши зграду. Блор је био храбар избор архитекте; мада способан, његово дело се често сматра прљавим и неинспирисаним. Угледни историчар архитектуре Хауард Колвин тврдио је да је "досадна стручност прожимала све његове радове", док је стручњак за архитектуру сеоске куће Марк Жиро описао Блора као "помало досадног". Међутим, Блоровим сталоженим и конвенционалним дизајном дивила се енглеска торијевска аристократија - класа којој је припадала Воронцовљева сестра и за коју је Блор радио у Вилтону. Англофил Воронцов је такође био велики поштовалац и пријатељ сер Валтера Скота за кога је Блор радио у великој шкотској баронијалној сеоској кући Аботсфорд; стога се чини вероватно да су ове последње везе довеле Воронцова до Блора.
Блор је већ радио на многим великим британским зградама и неколико зграда у колонијалној Аустралији. Сам Блор није посетио град Алупку, међутим, био је добро обавештен о планинском пејзажу и терену тог подручја. Изградња је поново започета 1830. године, под надзором Блоровог колеге архитекте Вилијама Ханта.

### Изградња
Воронцов је из Москве, Владимира и Вороњеша губернија Руске империје увезао хиљаде својих кметова ради изградње палате. Ови неплаћени радници обављали су сав посао ручно, потпомогнути само примитивним ручним алатима. За помоћ у градњи доведени су и зидари. Камени блокови за палату направљени су од локалног дијабаза зеленкасто-сиве боје, одабраног због своје јединствене боје која одговара бојама околног планинског пејзажа и шумског зеленила. Сав остали грађевински материјал увезен је изван царства.
Једна од првих многобројних просторија палате која је завршена била је главна трпезарија, грађена од 1830. до 1834. године. Главно централно крило виле грађено је од 1831. до 1837. године. Између 1841. и 1842. године, изграђена је билијар сала поред трпезарије. Од 1838. до 1844. довршени су гостујуће крило, источно крило, куле, службено крило и предњи улаз. Завршно крило виле било је крило библиотеке; ово је било у изградњи од 1842. до 1844. године. Преостале четири године грађевинских радова потрошене су на унутрашње уређење палате.
Вилијам Хант, архитекта запослен да надгледа Блоров дизајн, иако је остао веран Блоровим плановима, није се бојао да их промени. Најзначајније је било да је Западна капија, главни приступ палати, имала осмоугаоне куле, али Хант је редизајнирао капију у енглеском стилу замка из 14. века, са чврстим округлим кулама и машикулама, готово идентичним кулама у замку Бодиам, Источни Сасекс.
Након завршетка палате, Хант је остао у Алупки радећи на низу пројеката у и око зграде имања, дугим путевима и структурним побољшањима вртова који окружују палату. Један од његових највећих пројеката било је проширење саме палате, крило Шувалов, које је требало да буде летње уточиште ћерке Воронцове, грофице Софије Шувалове и њене деце (грофица је била одвојена од мужа). Ово крило је повезало палату са западном капијом и створило затворени пролаз Шувалов који је водио до главног улаза. Хант је остао у овом послу до пензионисања 1852.

## Ентеријер
Палата се састоји од укупно 150 соба, од којих су главне обложене подовима од дрвених блокова. Блорова намера је била да следи енглеску традицију 19. века о различитим мушким и женским апартманима; са библиотеком, трпезаријом и билијарском собом, лево од централне мушке сале, и масивним салоном десно за жене. Овакав распоред родно одређених зона постао је популаран у викторијанској Енглеској; међутим, његова намера није била раздвајање полова, већ више дефинисање намештаја - мушке зоне су обично имале тешки храстов намештај и тамне турске тепихе, док би женске зоне имале деликатнији намештај од ружиног дрвета, тепихе Аубусон и меки намештај са цицаним пресвлакама. Међутим, из непознатих разлога овај концепт никада није спроведен, а женски део куће проширен је на мушку територију, а предвиђена билијарска соба постала је грофичин будоар, док је радна соба постала мала дневна соба за женску употребу. Изнад ових према мору окренутих соба налазиле су се породичне спаваће собе.
Након женског полагања права на главне просторије, библиотека и трпезарија су пресељене у друго крило које је изграђено тек много касније. Ово крило повезано је великом аркадном лођом; првобитно отвореном, сада застакљеном и познатом као Зимски врт. Касније друго крило, познато као крило Шувалов (названо по Воронцовом зету, грофу Шувалову) није било део Блоровог првобитног плана и дизајнирао га је његов помоћник, Вилијам Хант.
Сада је ту музеј који се састоји од неколико просторија од којих су најзначајније плава соба, женска соба, трпезарија и кинески кабинет. Музеј покрива првих осам соба на првом спрату, у којима се налази више од 11.000 експоната, укључујући гравуре из 18. века, слике од 16. до 19. века, укључујући оне које приказују кримске сценарије јерменског сликара морског пејзажа Ивана Ајвазовског, као и намештај руских мајстора из 19. века.
Библиотека, последња од завршених соба палате, заснована је на библиотеци сер Валтера Скота, откривајући лично пријатељство које је Блор имао са Скотом. Унутрашњост библиотеке садржи око 6 000 књижевних и музичких дела 18. и 19. века. Столарија ентеријера, укључујући врата, облоге и плафоне, израђена је од храстовине. Зидови су украшени платном, са дизајном холандских, фламанских, француских и италијанских сликара. Готички камини палате израђени су од полираног дијабаза.

## Земљиште
Палата се налази окружена вртовима и парком; ове терене који се састоје од 40 ха поставио је немачки пејзажни баштован Каролус Кебах у првој половини 19. века у облику амфитеатра са широким отвореним просторима и вртовима засађеним уз шеталишта. Стазе су пошљунчане са 29 врећа обојеног камења из кримског села Коктебел.
Највећи подухвати уређења на терену палате изведени су између 1840. и 1848. године уз помоћ војника, који су такође помогли у формирању и равнању тераса постављених испред јужне фасаде палате. Фауна је са различитих локација широм света, укључујући Медитеран, Америку и Источну Азију. Флора увезена пре више од 150 година и даље броји скоро 200 врста.
Кебах је парк дизајнирао на такав начин да укључује природну вегетацију пејзажа, планинске изворе и оближње стеновите масе, поред страних биљних врста донетих са Медитерана, из Северне и из Јужне Америке, као и из источне Азије. Данас у парку још увек има више од 200 егзотичних врста дрвећа и жбуња, укључујући широк спектар палми, ловора, чемпреса, маслина и зимзелене калине, уз многе друге.
У лето 1848. палата и њен парк побољшани су додавањем три пара белих мермерних лавова; били су постављени уз широке степенице са тераса до палате. Свака од статуа, италијанског вајара Ђованија Боњанија, приказана је у различитој пози - пар „успаваних лавова“ на дну степеништа, „будних лавова“ близу центра и „стојећих лавова Медичи“ на врху, најближе палати.
Кроз парк пролази обалски аутопут Крима, који га дели на горњи и доњи део. Горњим парком доминирају планински извори, као и домаће шуме на јужној обали и скупине иностраног дрвећа. Карактеристика горњег парка је Фонтана из Трилбија, која је тамо постављена 1829. године. Доњи парк је обликован у стилу италијанске ренесансне баште.

## Утицај
Изградња летње резиденције Михаила Воронцова у Алупки толико је импресионирала цара Николаја I да је одлучио да изгради своје породично уточиште у суседној Ореанди. У септембру 1837. године цар и царица су први пут посетили Крим. Импресионирана палатом и њеним окружењем, царица рођена у Пруској наручила је од Карла Фридриха Шинкела, архитекте из Берлина, дизајн нове резиденције. Палата је требало бити смештена на кршевитој обали у Ореанди. Дворски архитекта Андреј Стакеншнајдер понудио је јефтинији дизајн који је усвојен. Палата је саграђена између 1843. и 1853. године под надзором Вилијама Ханта и Комбиођиа, архитекте из Одесе. Ово здање је срушено пожаром 1882. године, а остала је само мермерна ротонда. Следећем цару Александру II краљевска резиденција је пресељена у Ливадију.

## Власници
- Гроф, касније (1845) принц Михаил Воронцов (30. мај 1782 - 18. новембар 1856), вицекраљ Нове Русије, градитељ палате. Био је познат по успеху у наполеонским ратовима. Као вицекраљ Кавказа од 1844. до 1853. надгледао је вођење Кавкаског рата. Завршивши палату, Воронцов, који је тада патио од прогресивног слепила, провео је тамо мало времена. Његове обавезе према Руском царству које се шири одвеле су га у Тбилиси; тамо је водио ратове против побуњених локалних племена.[17] Сада остарелог Воронцова, потврђеног англофила, посебно је узнемирило избијање Кримског рата, који је у Енглеској снажно промовисао његов енглески нећак Сидни Херберт. Посрамљен и узнемирен, повукао се из јавног живота у приватност Одесе.[17] Воронцов је умро 1856, проживевши тек толико да види потписивање Париског мира. Совјети су уништили гробницу Воронцова у Одеској катедрали, али су његови остаци преживели совјетску еру и враћени су у новоизграђену катедралу 2005. године.
- Грофица, каснија принцеза Јелисавета Воронцова (19. септембар 1792 - 27. април 1880), једна од нећакиња и наследница принца Потемкина, оснивача Нове Русије (који је био без деце). Била је једна од многих пољских племићких жена које су се удале за руске аристократе током кратког периода „пољске чаролије“, када је Александар I јавно водио везу са Мари Четвертинском, а његов наследник Константин био заљубљен у њену сестру Јоану Вишковску. Када је прогнан на црноморску обалу након афере са песмом Гаврилијада, Александар Пушкин се удварао Елиси Воронцовој у Одеси и обратио јој се неколико песама. После мужевљеве смрти, Јелисавета је ретко посећивала палату у Алупки, више волећи да живи у Одеси.
  - Принц Семјон Воронцов (23. октобар 1823 - 6. мај 1882), једини син и наследник принца Михаила. Под оцем је служио на Кавказу са одликовањем. 26. августа 1851. венчао се у Алупки, против жеље својих родитеља, са госпођом Столипина, рођеном као принцеза Трубетскаја, познатој по својој блиставој лепоти. Пар је сматрао да су трошкови управљања палатом превисоки, и ретко су посећивали Крим. После Семјонове смрти, удовица је опљачкала палату (намештај и слике)[17] и настанила се у Булоњској шуми, са сином из претходног брака.
  - Грофица Софија Шувалова (1825–15. август 1879), ћерка кнеза Михаила и принцезе Јелисавете. Године 1844. удала се за грофа Андреја Шувалова, власника Парголова. Брак није био срећан, што ју је навело да живи одвојено од мужа, који је умро у кући друге жене 1876. године. Од 1850-их Софија и њена деца су користили Алупку, заузимајући дуго западно крило које је сада названо по њима, крило Шувалов, док је њен брат принц Семјон заузимао остатак палате.
    - Гроф, касније (1882) принц Павел Воронцов-Шувалов (1846–1885), син Софије Шувалове и унук Михаила Воронцова, наследио је практично празну палату и воронцовску титулу смрћу ујака 1882. године. Умро је три године касније. Његова супруга Јелисавета Столипина, надживела га је за 54 године. Нису имали деце. Царски указ од 7. јула 1882. године одредио је Алупку за централни део Воронцов мајората, који је требало наследити у праву примогенитуре.[32]
    - Гроф Михаил Шувалов (7. јул 1850 - 5. јануар 1904) наследио је припадајуће имање 1885. године од свог брата грофа Павела. 12. фебруара 1886. године цар га је овластио да користи кнежевску титулу и да се представља као принц Воронцов-Шувалов. Био је нежења и живео је у иностранству. Његовом смрћу изумрла је титула принца Воронцова.
    - Грофица Елизавета Воронцова-Дашкова (25. јул 1845 - 15. јул 1924), старија сестра Павела и Михаила Шувалова. Била је последњи приватни власник палате и вратила јој је већи део некадашњег сјаја, откупивши већину некадашњег намештаја и живећи тамо мирно са супругом грофом Иларионом Ивановичем Воронцовим-Дашковим, потомком једине преживеле гране породица Воронцов. На почетку Првог светског рата гроф Иларион је био генерални гувернер Кавказа. Преминуо је у Алупки 1916.

Грофица Јелисавета Воронцова-Дашкова живела је у палати до априла 1919. Током велике евакуације Крима од стране руских Белих, она је на британском броду допловила на Малту. Пратили су је унуци из породице Шереметев, укључујући грофа Николаја Шереметева, који се касније оженио принцезом Ирином Јусуповом. Међу Јелисаветиним потомцима је и глумица Ана Вијаземски.

## Каснија историја
Четири године након Октобарске револуције, 1921. године, палата је национализована, након чега је претворена у музеј. Поред државно одузете имовине породице Воронцов, у музеју су се налазили и експонати национализованих имања Романових, Јусупових и Строганових, који су сви имали имања у близини. 1927. године у крилу Шувалов у палати био је санаторијум „10 година октобра“, док је главни дворац палате постао поликлиника и бањско купалиште у одмаралишту Алупка.
Када је Совјетски Савез 1941. ушао у Други светски рат, већина музејских експоната евакуисана је из Алупке ради безбедности. Међутим, окупационе нацистичке снаге украле су око 537 уметничких и графичких експоната (укључујући слике са привремених изложби из Државног руског музеја и Музеја уметности у Симферополу), 360 комада декора зграде, комплете јединственог намештаја и низ историјских књига, што је у то време износило губитак од 5 милиона рубаља. 
Током рата Адолф Хитлер дао је палату као награду фелдмаршалу Ериху фон Манштајну, који ју је претворио у лично седиште. Ово објашњава зашто је палата била тако добро очувана. Зграда је касније претворена у музеј за официре Вермахта смештене на Криму и око њега. Првобитно су нацисти планирали да динамитом разнесу палату, али брзо напредовање обалске војске и подржавање јалтских партизанских група током кримске офанзиве спасло је палату од уништења.
Од 11. до 14. фебруара 1945. године, у суседној, бившој царској палати Ливадија одржана је Јалтска конференција; између представника Сједињених Држава, Уједињеног Краљевства и Совјетског Савеза. Винстон Черчил и део његове британске делегације добили су привремени боравак у Палати Воронцов. У року од две недеље грађевински радници су обновили 22 собе у главној палати, 23 собе у крилу Шувалов па чак и поново засадили баште дворца. Архитектонски стил палате стекао је похвале самог Черчила. Черчилу су се толико свидели лавови Медичи да је питао Стаљина да ли их може однети кући; Стаљин је одбио захтев.
После рата, палата је коришћена као летње уточиште за совјетску тајну полицију, а касније као трговински санаторијум. Палата је 1956. године поново обновљена као музеј а две године касније проширена је уметничким благом. Међутим, већина уметничких дела опљачканих током рата никада није пронађена, само је мали фрагмент некадашње колекције враћен у музеј. 1965. године палата је уклопљена у „Комплекс дворац-парк Алупка“ , национални историјски резерват који такође укључује и палату Масандра у суседној Масандри, изграђену у стилу замка Луја XIII за руског цара Александра III.
Иако је преживело године коришћења и ратовања, једно од крила палате сада је у опасности да се сруши у Црно море испод. Пукотине су почеле да се појављују у библиотеци, у којима се налази скоро 10.000 књига и рукописа. Иако је Едвард Блор у темељ палате уградио најсавременији дренажни систем, године занемаривања и изградње оближње канализационе цеви 1974. помогле су да се повећа могућност појаве клизишта.

## Галерија
- Детаљ јужне фасаде.
- Детаљ јужне фасаде.
- Улаз у двориште палате у стилу средњовековног енглеског замка.
- Степенице ка терасама.
- Једна од вештачких, субтропских тераса испод палате.
- Плави салон са сложеним гипсаним украсима који украшавају зидове.
- Храстов плафон трпезарије у енглеском стилу Тјудор.
- Билијар соба у готичком стилу уз трпезарију.
- Сложени дрвени плафон мале кинеске собе, познате и као кинески кабинет.
- Конзерваторијум.